# Katharine Bard
Katharine Bard (Highland Park, 19 ottobre 1916 – Los Angeles, 28 luglio 1983) è stata un'attrice statunitense.

## Filmografia parziale

### Cinema
- Infamia sul mare (The Decks Ran Red), regia di Andrew L. Stone (1958)
- La pelle che scotta (The Interns), regia di David Swift (1962)
- Johnny Cool, messaggero di morte (Johnny Cool), regia di William Asher (1963)
- Lo strano mondo di Daisy Clover (Inside Daisy Clover), regia di Robert Mulligan (1965)
- Come salvare un matrimonio e rovinare la propria vita (How to Save a Marriage and Ruin Your Life), regia di Fielder Cook (1968)

### Televisione
- Lights Out – serie TV, episodio 4x36 (1952)
- Armstrong Circle Theatre – serie TV, 1 episodio (1952)
- Kraft Television Theatre – serie TV, 3 episodi (1951-1952)
- The Doctor – serie TV, episodi 1x16-1x35 (1952-1953)
- Suspense – serie TV, 5 episodi (1951-1954)
- Robert Montgomery Presents – serie TV, 2 episodi (1953-1954)
- Danger – serie TV, 1 episodio (1955)
- Lux Video Theatre – serie TV, 3 episodi (1950-1955)
- The Millionaire – serie TV, 1 episodio (1955)
- Studio One – serie TV, 7 episodi (1948-1955)
- Front Row Center – serie TV, 2 episodi (1955-1956)
- Il tenente Ballinger (M Squad) – serie TV, 1 episodio (1958)
- Climax! – serie TV, 2 episodi (1955-1958)
- Goodyear Theatre – serie TV, episodio 1x03 (1957)
- Gunsmoke – serie TV, 1 episodio (1958)
- Matinee Theatre – serie TV, 4 episodi (1956-1958)
- Perry Mason – serie TV, episodio 2x21 (1959)
- Peter Gunn – serie TV, episodio 1x29 (1959)
- Playhouse 90 – serie TV, 5 episodi (1957-1960)
- June Allyson Show (The DuPont Show with June Allyson) – serie TV, episodio 2x09 (1960)
- La grande avventura (The Great Adventure) – serie TV, episodio 1x08 (1963)
- F.B.I. (The F.B.I.) – serie TV, 1 episodio (1965)
- La grande vallata (The Big Valley) – serie TV, 1 episodio (1965)
- Insight – serie TV, 1 episodio (1967)
- Los Angeles quinto distretto di polizia (The Blue Knight) – film TV (1973)
- Francis Gary Powers: The True Story of the U-2 Spy Incident – film TV (1976)
- The Last Hurrah – film TV (1977)
- A Question of Guilt – film TV (1978)